# Vittorio Mancini (Ringer)
Vittorio Mancini (* 24. Juli 1936 in Stadt San Marino) ist ein ehemaliger san-marinesischer Ringer.

## Leben
Vittorio Mancini gehörte bei den Olympischen Sommerspielen 1960 zur ersten Olympiamannschaft San Marinos. Im Freistilringen nahm er in der Klasse bis 57 kg teil. Dort schied er nach zwei Niederlagen gegen Dermot Dunne und Mohamed Mehdi Yaghoubi aus. Erst 60 Jahre nach seiner Olympiateilnahme konnte sich mit Myles Amine wieder ein Ringer aus San Marino für die Olympischen Spiele qualifizieren.